# Gymnopilus decipiens
Gymnopilus decipiens là một loài nấm thuộc họ Cortinariaceae.